# Christine D'haen
Œuvres principales
Gedichten 1946-1958
De wonde in ’t hert (1988)
Christine D'haen est une poétesse et écrivaine belge d’expression néerlandaise, née le 25 octobre 1923
à Mont-Saint-Amand et morte le 3 septembre 2009 à Bruges.
En 1988, elle publie De wonde in ’t hert, une biographie du poète Guido Gezelle.
Le Prix des lettres néerlandaises lui est décerné en 1992.

## Œuvres
- 1958 – Gedichten 1946-1958
- 1966 – Vanwaar zal ik U lof toezingen?
- 1971 – Gezelle, Poems/Gedichten
- 1975 – Ick sluit van daegh een ring
- 1983 – Onyx
- 1988 – De wonde in ’t hert
- 1989 – Mirages
- 1989 – Zwarte sneeuw
- 1992 – Duizend-en-drie
- 1992 – Een brokaten briek
- 1992 – Merencolie
- 1995 – Morgane
- 1996 – Een paal, een steen
- 1997 – De zoon van de Zon
- 1998 – Bérénice
- 1998 – Dantis meditatio
- 1998 – Dodecaëder
- 1999 – Kalkmart 6, De stad & Het begin
- 2002 – Miroirs
- 2004 – Mirabilia
- 2004 – Uitgespaard zelfportret
- 2007 – Innisfree